# Ust-Avam
Ust-Avam (en rus: Усть-Авам) és un poble (un possiólok) del krai de Krasnoiarsk, a Rússia, que en el cens del 2010 tenia 513 habitants. Pertany al districte de Dudinka.